# Nonionia
Nonionia es un género de foraminífero bentónico invalidado, aunque también considerado un sinónimo posterior de Nonion de la subfamilia Nonioninae, de la familia Nonionidae, de la superfamilia Nonionoidea, del suborden Rotaliina y del orden Rotaliida. Su especie tipo era Nautilus incrassatus. Su rango cronoestratigráfico abarcaba el Holoceno.

## Clasificación
Nonionia incluía a la siguiente especie:
- Nonionia affinis
- Nonionia incrassatus